# فرانسوا ديزيريه درور

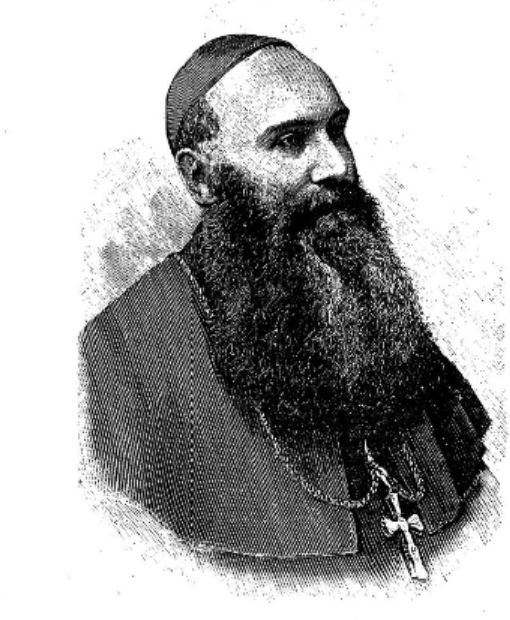
رئيس الأساقفة دروري

فرانسوا ديزيريه جان درور ( 30 يناير 1859 - 27 مايو 1917 ) كان أحد أساقفة الكنيسة الكاثوليكية الفرنسيين الذي عمل في العراق أسقفًا ومندوبًا رسوليًا.

## سيرة
فرانسوا ديزيريه جان دروري  ولد في 30 يناير 1859 في ديجوان ، فرنسا . درس في المدرسة الثانوية في سيمور-أون-بريونيه والمدرسة الثانوية في أوتون . رُسم كاهنًا في 24 مارس 1883 . في يوليو 1884 حصل على درجة في الرياضيات من كلية ليون الكاثوليكية وفي أكتوبر أصبح أستاذًا في المدرسة الثانوية في ريمونت . ثم انضم ، بتأييد من أسقف أوتون ، إلى الكرمليين في مونتيليمار حيث اتخذ اسم الأب جون من العائلة المقدسة .   وألقى نذوره الأخيرة كعضو في الكرمليين الحفاة في 8 سبتمبر 1892 . 
في 7 نوفمبر 1902 ، عيّنه البابا ليون الثالث عشر رئيسًا لأساقفة بغداد .  حصل على تكريسه الأسقفي من الكاردينال جيرولامو ماريا جوتي ، وهو كرملي آخر ، في 16 نوفمبر 1902 . 
في 5 مارس 1904 ، عينه البابا بيوس العاشر مبعوثًا رسوليًا إلى بلاد ما بين النهرين وكردستان وأرمينيا الصغرى .  كان يزور فرنسا عندما بدأت الحرب العالمية الأولى ومنعته الأعمال العدائية في الإمبراطورية العثمانية من العودة إلى الموصل . 
توفي دروري بشكل غير متوقع أثناء نومه في قلعة فرانجي بالقرب من مونتلوسون ، فرنسا ، حيث لجأ الكرمليون في مو ، في 27 مايو 1917 عن عمر يناهز 58 عامًا .  

## ملحوظة
1. ↑  According to Filoni, Drure began his work as a missionary in البصرة in 1893,[1] but other sources omit that or specify that he was in Montélimar when named to Baghdad.[3]